# 任秉基
任秉基（韓語：임병기，1950年1月—），韓國男演員，毕业于东升高中、徐羅伐艺术大学文藝創作专业，多在古装史剧中扮演角色，代表作品有《三国记》、《明成皇后》、《不灭的李舜臣》、《渊盖苏文》、《千秋太后》。

## 電視劇
- 1983年 SBS《今日平壤》飾演 金平一
- 1983年 KBS《开国》飾演 金得培
- 1990年 KBS《黎明的日子》飾演 梁槿煥
- 1992年 KBS《三国记》飾演 唐太宗
- 1994年 KBS《韩明浍》
- 1995年 KBS《張綠水》飾演 慎守勤
- 1995年 KBS《西宮（朝鲜语：서궁）》飾演 朴承宗
- 1995年 KBS《灿烂的黎明》飾演 黄遵宪
- 1996年 SBS《韓國門》
- 1996年 KBS《龙之泪》飾演 朴訔
- 1998年 KBS《王与妃》飾演 柳子光
- 2000年 KBS《太祖王建》飾演 信德
- 2000年 KBS《牧民心书》
- 2001年 KBS《明成皇后》飾演 金炳始
- 2002年 KBS《帝国的早晨》
- 2003年 SBS《野人时代》飾演 朴憲永
- 2003年 KBS《武人時代》
- 2003年 SBS《王的女子》
- 2003年 KBS《不灭的李舜臣》飾演 黄允吉
- 2004年 KBS《海神》飾演 武珍州都督
- 2005年 MBC《第五共和国》
- 2005年 MBC《辛旽》飾演 李春富
- 2006年 SBS《渊盖苏文》飾演 李思摩
- 2008年 KBS《大祚荣》飾演 杨少伟
- 2007年 SBS《王和我》飾演 任士洪
- 2009年 KBS《千秋太后》飾演 韩彦恭
- 2010年 KBS《总统》
- 2011年 KBS《广开土太王》飾演 吕邵易
- 2012年 JTBC《症候群》
- 2012年 KBS《大王之夢》飾演 興首
- 2012年 MBC《馬醫》
- 2014年 TV朝鮮《百年新娘》飾演 張管家
- 2014年 SBS《皮諾丘》飾演 延度英
- 2015年 KBS《懲毖錄》飾演 金命元
- 2017年 MBC《守望者》飾演 國會議員
- 2018年 SBS《雖然30但仍17》飾演 孔宇振的父親
- 2022年：tvN 《獵鑽緝兇》飾演 殷慶求